# 鄭協
鄭協（1447年—？），字用中，浙江衢州府常山縣人，民籍，明朝政治人物。

## 生平
成化四年（1468年）戊子科浙江鄉試第六十二名舉人。弘治三年（1490年）中式庚戌科會試第二百五十七名，三甲第六十名進士。

## 家族
曾祖鄭善同，義官；祖父鄭傑；父鄭侍，母毛氏。永感下。兄愉。弟懌、惺。